# Automobilklub Bydgoski
Automobilklub Bydgoski – stowarzyszenie o tradycjach z 1929 roku, mające na celu m.in. popularyzację sportów motorowych, turystyki i kultury motoryzacyjnej. 

## Lokalizacja
Siedziba Automobilklubu Bydgoskiego znajduje się w parku Ludowym im Wincentego Witosa w Bydgoszczy.

## Działalność
Automobilklub Bydgoski zrzesza kierowców oraz miłośników samochodów i motocykli. Prowadzi działalność w zakresie sportu motorowego, głównie samochodowego, turystyki motorowej, szkolenia kierowców oraz bezpieczeństwa ruchu drogowego. Automobilklub Bydgoski prowadzi m.in. kartodrom Bydgoszcz.

### Działalność statutowa
- Komisja Sportu Samochodowego – zajmuje się organizacją zawodów, szkoleniem sędziów sportu samochodowego, ustalaniem regulaminów, obsługą zawodników.
- Komisja Sportu Popularnego i Turystyki – zajmuje się popularyzacją turystyki motorowej poprzez: rajdy, szkolenia, jazdy w warunkach ekstremalnych itp.
- Komisja Pojazdów Zabytkowych – zajmuje się integracją posiadaczy samochodów i motocykli zabytkowych, organizacją imprez, pokazów i festynów.
- Zespół ds. Caravaningu – zajmuje się organizacją zlotów caravaningowych m.in. zawodów rangi mistrzostw Polski

### Baza uzupełniająca
- Ośrodek Szkolenia Kierowców[1]
- Stacja Kontroli Pojazdów[2]
- Centrum Szkolenia Ratownictwa Drogowego PZM[3]

## Historia

### Okres międzywojenny
W styczniu 1929 roku w domu przy ul. Matejki 10 w Bydgoszczy założono Pomorski Automobilklub, którego teren działalności obejmował województwo pomorskie oraz część województwa poznańskiego (tzw. Obwód Nadnotecki). Zarząd składał się z 16 członków wybieranych przez walne zebranie na okres 2 lat. Dochody klubu tworzyły wpływy ze składek członkowskich i wpisowego oraz z urządzanych przez klub wystaw, wycieczek, wyścigów, odczytów, pokazów, a także darowizn i zapisów. Działalność klubu polegała na organizacji odczytów naukowych, pokazów, konkursów i wycieczek, których celem był rozwój motoryzacji. 31 grudnia 1928 Pomorski Automobilklub w Bydgoszczy zapisano w rejestrze stowarzyszeń Sądu Grodzkiego w Bydgoszczy. 
Członkami klubu byli m.in. członkowie magistratu Bydgoszczy, Drukarnia Bydgoska, Kabel Polski, a członkiem honorowym wojewoda pomorski Stefan Kirtiklis. Pierwszym prezesem wybrano Stanisława Rolbieskiego.
W 1938 Automobilklub liczył 146 a z początkiem 1939 roku – 269 członków, m.in. inżynierów, lekarzy, wojskowych, kupców i przemysłowców oraz miłośników sportu motoryzacyjnego i turystyki. W klubie działały sekcje: turystyczna, drogowa, sportowa i propagandowa. Najważniejsze miejsca w działalności automobilklubu zajmowały: wycieczki motoryzacyjno-krajoznawcze, rajdy sportowe oraz spotkania towarzyskie. W hotelu Pod Orłem odbywały się tzw. „czwartki klubowe”, organizowano również bale karnawałowe oraz obchody gwiazdkowe. Członkowie brali udział w zjazdach i wyścigach w kraju i za granicą oraz we Wszechpolskich Zjazdach Gwiaździstych m.in. w Krakowie, Zakopanem, Gdyni, Poznaniu.   
W 1938 z okazji 10-lecia Pomorskiego Automobilklubu w Bydgoszczy odbyła się Jubileuszowa Jazda Konkursowa, w której startowało 45 zawodników z całego kraju. 
Ostatnie walne zebranie Pomorskiego Automobilklubu przed II wojną światową odbyło się 22 stycznia 1939 (funkcję prezesa sprawował inż. Stanisław Zawadzki). 22-23 lipca 1939 odbył się „Ogólnopolski Zjazd Plakietowy do Bydgoszczy” połączony z imprezą „Tygodnia Bydgoszczy” i Międzynarodowymi Regatami Wioślarskimi w Brdyujściu.

### Okres powojenny

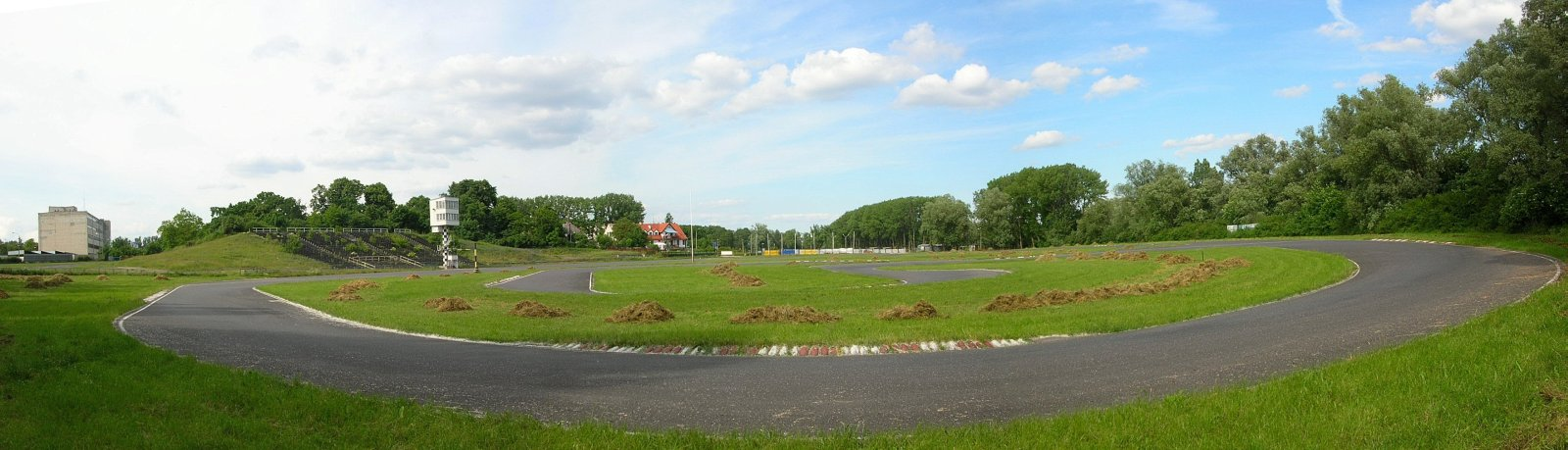
Kartodrom Bydgoszcz zbudowany w 1977 roku

W połowie 1946 roku Automobilklub wznowił swoją pracę pod nazwą Automobilklub Polski Oddział Pomorski w Bydgoszczy. W 1950 w ramach zmian struktur państwowych zlikwidowano automobilkluby na terenie całego kraju. W zamian utworzono Polski Związek Motorowy z połączenia Automobilklubu Polskiego i Polskiego Związku Motocyklowego. Po odwilży październikowej 1956 roku ustalono nowe zmiany strukturalne polegające na odrodzeniu Automobilklubu Polskiego ze wszystkimi regionalnymi organizacjami na bazie sekcji samochodowej Polskiego Związku Motorowego.
23 czerwca 1957 roku odbyło się zebranie reaktywujące Automobilklub Pomorski w Bydgoszczy. W wyniku trudności ze strony władz administracyjnych, które nie chciały uznać nazwy „Pomorski”, ostatecznie 15 marca 1958 zarejestrowano Automobilklub Bydgoski, który przyjęto w poczet członków Polskiego Związku Motorowego. Automobilklub skupił się na działalności sportowej i szkoleniowej, podczas gdy zadania statutowe realizował PZM. Nadzór nad działalnością statutową klubu sprawował zarząd wybierany przez Walne Zebranie Członków. Działaniami zajmowali się członkowie zrzeszeni w komisjach problemowych: turystyki motorowej, sportów samochodowych, kartingowej, sędziów i komisarzy sportowych oraz bezpieczeństwa ruchu drogowego, kultury motoryzacyjnej i ochrony środowiska. 
W latach 60. XX w. do Automobilklubu należało 15-20% mieszkańców Bydgoszczy, posiadających własne samochody. W latach 1964–1970 w parku Ludowym zbudowano ośrodek szkoleniowy Automobilklubu Bydgoskiego, mieszczący również warsztaty własnego parku samochodowego. W połowie lat 70. XX w. Automobilklub Bydgoski zrzeszał ponad 3 tys. członków. Powstawały koła zakładowe, szkolne oraz środowiskowe. Masowo rozwijała się turystyka samochodowa we wszystkich formach, od rekreacyjnej po kwalifikowaną. Dużą popularnością cieszyły się rozgrywane Turystyczne Motorowe Mistrzostwa Okręgu i Polski, zloty caravaningowe w kraju i za granicą oraz zjazdy użytkowników pojazdów zabytkowych. Drużyna AB była wielokrotnie Turystycznymi Mistrzami Polski oraz organizatorem Mistrzostw Polski Pojazdów Zabytkowych.
W dziedzinie wyczynowego sportu samochodowego członkowie Automobilklubu Bydgoskiego odnosili sukcesy w Rajdowych Mistrzostwach Polski, Rajdowych Mistrzostwach Okręgu i mistrzostwach strefowych. W latach 60. XX w. rozpoczęto popularyzację sportu kartingowego, czyli wyścigów małych samochodów o pojemności do 125 ccm. W 1976 otwarto kartodrom Bydgoszcz z trybunami na 5 tys. widzów i pełnym zapleczem, ówcześnie jeden z nowocześniejszych torów w Europie. Dzięki temu międzynarodowe władze kartingowe kilkukrotnie powierzały Automobilklubowi Bydgoskiemu organizację imprez międzynarodowych, m.in. Kartingowych Mistrzostw Świata i Europy (1977, 1979, 1994, 1996). Miejscowi zawodnicy w latach 1977-1985 osiągali szereg sukcesów w skali krajowej, m.in. byli indywidualnymi mistrzami Polski (Mirosław Jażdżewski, Mariusz Rybiański, Mirosław Nowak). W latach 80. XX w. Automobilklub Bydgoski był kilkakrotnie mistrzem drużynowym Polski w kartingu.  
W latach 60. XX w. istniała także sekcja wyścigowego sportu motocyklowego, którą w 1970 przekazano do nowo zorganizowanego Ludowego Klubu Turystycznego „Wyczół” w Gościeradzu. 
Działalność statutowa Automobilklubu obejmowała również krzewienie bezpieczeństwa ruchu drogowego, kultury motoryzacyjnej i ochrony środowiska poprzez szkolenia, konkursy, turnieje i rajdy. Współpracowano przy tym m.in. z Fundacją Bezpieczeństwa Ruchu Drogowego, Policją, Kuratorium Oświaty, Związkiem Harcerstwa Polskiego, Towarzystwem Przyjaciół Dzieci, Powszechnym Zakładem Ubezpieczeń i innymi organizacjami. 
W celu pozyskiwania środków na działalność statutową prowadzono działalność gospodarczą poprzez prowadzenie własnej stacji obsługi i kontroli samochodów oraz ośrodku szkolenia kierowców, gdzie prowadzono m.in. kursy nauki prawa jazdy.

## Zawodnicy
W barwach Automobilklubu Bydgoskiego startowało wielu wyróżniających się zawodników w kartingu i sportach samochodowych, m.in.:
- karting:
  - Mirosław Jażdżewski – mistrz Polski w kat. wyścigowej (1982), mistrz (1978) i wicemistrz (1979) w kat. popularnej, wicemistrz w kat. wyścigowej (1980, 1984)
  - Mariusz Rybiański – wicemistrz w kat. wyścigowej (1983)
  - Mirosław Nowak – mistrz w kat. szkolno-młodzieżowej (1977, 1978, 1979)
  - Automobilklub Bydgoski – drużynowy mistrz w kat. wyścigowej (1982, 1984), wicemistrz (1980, 1983, 1985)

- sport samochodowy:
  - Maciej Figel  – mistrz Polski w Rajdowym Samochodowym Pucharze PZM klasa N3 (2006), zwycięzca klasyfikacji generalnej Ogólnopolskiego Rallysprintu AB CUP i BMW-Challenge (2014), uczestnik niemieckich zawodów Schotter CUP
  - Marcin Wicik – mistrz Polski w Rallycrossie, dyw. 1 (2007), wielokrotny  wicemistrz Polski w Rallycrossie, uczestnik Mistrzostw Europy
  - Dawid Struensee – wielokrotny uczestnik Rajdowego Pucharu Polski, zwycięzca klasyfikacji generalnej AB CUP i BMW-Challenge, zdobywca Pucharu Polski Oponeo Rallycross (2016)
  - Bartosz Michalski – kierowca i pilot rajdowy, I wicemistrz Motul RallylandCup (2015, 2016), mistrz Rallyland Cup 2017, II wicemistrz Rajdowych Mistrzostw Polski Zachodniej 2017 w kat. pilotów.
  - Maciej Erdmann – Mistrz Okręgu w KJS klasa 4 (2010), Mistrz Torunia w Samochodowych rajdowych Mistrzostwach Torunia Klasa 4 (2010),  Mistrz Kierownicy Automobilklubu Bydgoskiego (2009, 2010)
  - Adam Ellert – Zawodnik Sekcji Sportów Samochodowych AB,  II wicemistrz BMW Challenge 2010 (Klasa Hobby)
  - Arkadiusz Niespodziński – 1. miejsce w Okręgu Bydgoskim PZM 2006 w KJS klasa 2;     
  - Wojciech Laskowski – I Wicemistrz Okręgu Bydgoskiego PZM 2005 w KJS klasa 3.  
  - Joanna Jędrzejczak – Wicemistrz Okręgu klasyfikacji generalnej KJS w kat. pilotów 2017,
  - Tomasz Jędrzejczak – II Wicemistrz Okręgu klasyfikacji generalnej oraz 3. miejsca w klasie 3 w KJS 2017

## Imprezy
W 2013 i 2014 Automobilklub Bydgoski organizował następujące zawody:
- zawody Bydgoskiego Mistrza Kierownicy (kartodrom)
- rajdy mini KJS „Łochowskie Szutry” (Łochowo)
- AB CUP i BMW-Challenge
- Puchar MOTO-BYDGOSZCZ
- Turystyczny Rajd św. Krzysztofa, „Leśnymi szlakami” (Łochowo)
- Rajd Zmotoryzowanych o Puchar Burmistrza Koronowa oraz Turystyczny Rajd Sołectw Gminy Koronowo
- Gminny Samochodowy Rajd Pamięci (Białe Błota, Łochowo)
- Ogólnopolski Zlot Mustang Klub Polska (Pieczyska/Bydgoszcz)
- Ogólnopolski Zlot Miłośników Opel Vectra
- Nocna Jazda Obserwacyjno-Patrolowa
- spotkania członków Sekcji Pojazdów Zabytkowych (Bydgoszcz Stary Rynek)